# Oligia arbora
Oligia arbora là một loài bướm đêm trong họ Noctuidae.